# Progetto Hula
Il Progetto Hula fu una operazione congiunta tra le forze navali USA e quelle dell'URSS che ebbe luogo nel 1945, durante le fasi finali della seconda guerra mondiale. Prevedeva l'addestramento di 12.000 marinai sovietici su mezzi navali statunitensi e la cessione di quegli stessi mezzi in vista di un loro utilizzo in una importante operazione anfibia che stornasse l'attenzione e parte delle forze giapponesi da Honshū e Kyūshū in vista dell'operazione Downfall. Questo non era il primo esempio di cooperazione addestrativa tra USA e URSS, visto che già nell'operazione Zebra parecchi aviatori sovietici erano stati addestrati nell'uso dei pattugliatori Catalina PBY alla Elizabeth City Naval Air Station, North Carolina. 
Le intenzioni sovietiche erano quelle di non impegnare le forze nell'area Pacifica fino a che non fossero concluse le operazioni contro i tedeschi in Europa; nondimeno, anche concretizzandosi questi presupposti, i sovietici non avevano né l'esperienza né i mezzi per montare una importante operazione anfibia. 

In una lettera a Roosevelt, Stalin scrisse 
Comunque l'ammiraglio Kusnecov, comandante della Voenno-morskoj flot e l'ammiraglio Leahy, Chief of Naval Operations (l'equivalente di capo di stato maggiore della marina USA) concordarono un piano di cessione per circa 250 navi di vari tipi e dimensioni, dai cacciasommergibili alle fregate antisom e ai mezzi da sbarco, oltre che all'addestramento degli equipaggi da compiersi nelle isole Aleutine, a Dutch Harbor per conciliare segretezza e familiarità dei marinai sovietici con i luoghi di addestramento. Il piano iniziale prevedeva 180 navi prima del 1 novembre 1945, anche se i numeri sono diversi a seconda dei momenti e delle vicende belliche; comunque le 30 fregate di scorta, i 24 dragamine d'altura, i 36 dragamine costieri in legno, i 56 battelli antisommergibile e i 30 mezzi da sbarco previsti oltre a quattro battelli officina, erano un reale potenziamento della marina sovietica nel settore che la metteva in grado di eseguire delle operazioni di sbarco, almeno nei mezzi se non nella dottrina.
Sebbene i progetti sovietici originali prevedessero l'invasione del suolo giapponese in una isola importante, Hokkaidō, i mezzi navali a disposizione non lo consentivano, ed avrebbero lasciato le truppe da sbarco in numero insufficiente a fronteggiare la presumibile reazione giapponese. Pertanto si ripiegò sull'invasione delle Isole Curili partendo dalla penisola di Kamchatcka. Russi ed americani avevano visioni diverse delle priorità di addestramento, con gli americani che avevano previsto un maggior numero di ore in aula, per familiarizzare con la tecnica dei sistemi di bordo, soprattutto radar e sonar che per i russi erano sconosciuti, ed anche i motori che erano molto diversi da quelli in uso in URSS, preoccupati di quelle che sarebbero state le perdite operative tra gli equipaggi a causa della scarsa familiarità con i mezzi; il responsabile americano era il comandante William Stuart Maxwell, che in un profilo personale era descritto come "molto attento ai bisogni degli equipaggi". Per contro i russi, comandati dal contrammiraglio Boris Dmitrievich Popov, insistettero su una maggiore enfasi nell'addestramento pratico; comunque il problema dovuto alla scarsità di materiale informativo tecnico in lingua russa venne corretto creando rapidamente dei testi tradotti allo scopo, e gli allievi russi più promettenti vennero utilizzati come istruttori per i corsi successivi.